# Segunda División B de fútbol sala 2015-16
La Segunda División B de Fútbol Sala 2015-216 
La temporada 2015–16 de la Segunda División B de Fútbol Sala fue la edición del campeonato disputada entre agosto de 2015 y mayo de 2016.
Los equipos participantes fueron:

## Grupo 1
En este grupo se encuentran los equipos de: Galicia (9), Castilla y León (6) y Asturias (1).
| Nombre del club              | Ciudad                                  | Comunidad Autónoma | WEB                     |
| ---------------------------- | --------------------------------------- | ------------------ | ----------------------- |
| Noia FS                      | Noya (La Coruña)                        | Galicia            | www.noiafutbolsala.com  |
| Husqvarna-Ventorrillo        | La Coruña (La Coruña)                   | Galicia            |                         |
| O Esteo As Pontes            | Puentes de García Rodríguez (La Coruña) | Galicia            |                         |
| Mosteiro Bembrive            | Vigo (Pontevedra)                       | Galicia            | bembrivefsala.com       |
| ADFS Bueu                    | Bueu (Pontevedra)                       | Galicia            |                         |
| Leis Pontevedra              | Pontevedra                              | Galicia            | www.leispontevedra.com  |
| Pizarras Los Tres Cuñados FS | El Barco de Valdeorras (Orense)         | Galicia            |                         |
| Sala Ourense                 | Orense (Orense)                         | Galicia            |                         |
| A Fuga Xove                  | Jove (Lugo)                             | Galicia            | sdxovefs.wordpress.com/ |
| Don Ulpiano CD Albense       | Alba de Tormes (Salamanca)              | Castilla y León    | www.cdalbense.com       |
| Atlético Benavente FS        | Benavente (Zamora)                      | Castilla y León    |                         |
| Guardo FS                    | Guardo (Palencia)                       | Castilla y León    | www.guardofs.com        |
| CFS Cistierna                | Cistierna (León)                        | Castilla y León    |                         |
| CD Universidad de Valladolid | Valladolid                              | Castilla y León    |                         |
| FS Naturpellet Cuellar       | Cuéllar (Segovia)                       | Castilla y León    | www.fscuellar.com       |
| FS Boal                      | Boal                                    | Asturias           |                         |

## Grupo 2
En este grupo se encuentran los equipos de: País Vasco (6), Aragón (5), Navarra (3), La Rioja (2) y  Comunidad Valenciana (1).
| Nombre del club            | Ciudad              | Comunidad Autónoma   | Enlace             |
| -------------------------- | ------------------- | -------------------- | ------------------ |
| Labastida Atenea           | Vitoria (Álava)     | País Vasco           |                    |
| Aurrerá de Vitoria         | Vitoria (Álava)     | País Vasco           |                    |
| Lauburu Ibarra             | Ibarra (Guipúzcoa)  | País Vasco           |                    |
| Auzoak Zierbena            | Ciérvana (Vizcaya)  | País Vasco           | www.zierbenafs.com |
| Debabarrena Concepto Egile | Elgoibar (Vizcaya)  | País Vasco           |                    |
| Santurtzi CF               | Santurce (Vizcaya)  | País Vasco           |                    |
| Ebrosala                   | Zaragoza            | Aragón               |                    |
| Sala Quinto FS             | Quinto (Zaragoza)   | Aragón               |                    |
| Pinseque                   | Pinseque (Zaragoza) | Aragón               |                    |
| Sala Cadrete               | Cadrete (Zaragoza)  | Aragón               |                    |
| Colo Colo                  | Zaragoza            | Aragón               | www.colo-colo.es   |
| A.D. San Juan              | Pamplona            | Navarra              |                    |
| Magna Gurpea "B"           | Irurzun             | Navarra              | www.xota.es        |
| Villa de Murillo           | Murillo de Río Leza | La Rioja             |                    |
| AD Fuenmayor               | Fuenmayor           | La Rioja             |                    |
| CDFS Segorbe               | Segorbe (Castellón) | Comunidad Valenciana |                    |
| CD Tafatrans Tafalla FS    | Tafalla (Navarra)   | Navarra              |                    |

## Grupo 3
En este grupo se encuentran los equipos de: Cataluña (16), Comunidad Valenciana (1) e Islas Baleares (1).
| Nombre del club             | Ciudad                               | Comunidad Autónoma   | Enlace                                                                           |
| --------------------------- | ------------------------------------ | -------------------- | -------------------------------------------------------------------------------- |
| Salou FS                    | Salou (Tarragona)                    | Cataluña             |                                                                                  |
| Futsal Mataró               | Mataró (Barcelona)                   | Cataluña             | www.futsalmataró.cat                                                             |
| Industrias Santa Coloma "B" | Santa Coloma de Gramanet (Barcelona) | Cataluña             | www.marfilsantacoloma.cat                                                        |
| Cerdanyola FC               | Sardañola del Vallés (Barcelona)     | Cataluña             | www.cfc.cat                                                                      |
| Barceloneta Futsal          | Barcelona                            | Cataluña             |                                                                                  |
| Unión Las Palmas            | Santa Coloma de Gramanet (Barcelona) | Cataluña             | www.fslaunion.com                                                                |
| Futsal Caragol Lleida       | Lérida (Lérida)                      | Cataluña             |                                                                                  |
| Riera de Cornellá           | Cornellá de Llobregat (Barcelona)    | Cataluña             |                                                                                  |
| Sala 5 Martorell            | Martorell (Barcelona)                | Cataluña             |                                                                                  |
| FS Bar Mi Casa              | San Vicente dels Horts (Barcelona)   | Cataluña             |                                                                                  |
| CE Escola Pía               | Sabadell (Barcelona)                 | Cataluña             |                                                                                  |
| Hospitalet Bell Sport       | Hospitalet (Barcelona)               | Cataluña             |                                                                                  |
| Castelldefells CCR          | Castelldefels (Barcelona)            | Cataluña             | www.esportiuccr.org                                                              |
| Ripollet FS                 | Ripollet (Barcelona)                 | Cataluña             |                                                                                  |
| Manresa FS                  | Manresa (Barcelona)                  | Cataluña             | www.manresafs.com                                                                |
| FS Pallejà                  | Pallejá (Barcelona)                  | Cataluña             |                                                                                  |
| Playas de Castellón FS      | Castellón de la Plana (Castellón)    | Comunidad Valenciana | www.bisontescastellon.com Archivado el 24 de febrero de 2017 en Wayback Machine. |
| VFS Peña Deportiva          | Santa Eulalia del Río                | Islas Baleares       |                                                                                  |

## Grupo 4
En este grupo se encuentran los equipos de: Comunidad de Madrid (10), Castilla-La Mancha (4), Comunidad Valenciana (2) y Extremadura (2).
| Nombre del club         | Ciudad                          | Comunidad Autónoma   | Enlace                       |  |
| ----------------------- | ------------------------------- | -------------------- | ---------------------------- |  |
| Movistar Inter "B"      | Alcalá de Henares               | Comunidad de Madrid  | www.intermovistar.com        |  |
| Torrejón Sala Five Play | Torrejón de Ardoz               | Comunidad de Madrid  | www.torrejonsala.futsalia.es |  |
| AA Pilaristas-Flex      | Madrid                          | Comunidad de Madrid  |                              |  |
| ADAE Simancas           | Madrid                          | Comunidad de Madrid  |                              |  |
| Tecnoy Gran Peña        | Madrid                          | Comunidad de Madrid  |                              |  |
| Leganés Fútbol Sala     | Leganés                         | Comunidad de Madrid  | www.leganesfs.es             |  |
| Silver Novanca FS       | Leganés                         | Comunidad de Madrid  |                              |  |
| Torres de la Alameda    | Torres de la Alameda            | Comunidad de Madrid  |                              |  |
| Rivas Futsal            | Rivas-Vaciamadrid               | Comunidad de Madrid  |                              |  |
| Ciudad de Alcorcón      | Alcorcón                        | Comunidad de Madrid  |                              |  |
| EMFAD San Clemente      | San Clemente (Cuenca)           | Castilla-La Mancha   |                              |  |
| Manzanares Fútbol Sala  | Manzanares (Ciudad Real)        | Castilla-La Mancha   |                              |  |
| FS Talavera             | Talavera de la Reina (Toledo)   | Castilla-La Mancha   | www.fstalavera.com           |  |
| AD Bargas               | Bargas (Toledo)                 | Castilla-La Mancha   |                              |  |
| Navalmoral FS           | Navalmoral de la Mata (Cáceres) | Extremadura          | www.navalmoralfs.com         |  |
| Talayuela FS            | Talayuela (Cáceres)             | Extremadura          |                              |  |
| CD Denia                | Denia (Alicante)                | Comunidad Valenciana |                              |  |
| Xaloc Alacant           | Alicante                        | Comunidad Valenciana |                              |  |

## Grupo 5
En este grupo se encuentran los equipos de: Andalucía (10), Extremadura (1), Melilla (1) y Ceuta (1).
| Nombre del club                 | Ciudad                                   | Comunidad Autónoma | Enlace                                                                          |
| ------------------------------- | ---------------------------------------- | ------------------ | ------------------------------------------------------------------------------- |
| Bujalance FS Calderería Manzano | Bujalance (Córdoba)                      | Andalucía          | cdbujalancefs.blogspot.com.es                                                   |
| Itea Automatismos CD            | Córdoba                                  | Andalucía          | www.cordobafutsal.com                                                           |
| Lucena Futsal Subbética         | Lucena (Córdoba)                         | Andalucía          | https://twitter.com/Lucena_futsal?lang=es                                       |
| Stilo Textil Villa del Río      | Villa del Río (Córdoba)                  | Andalucía          |                                                                                 |
| Incosur Coineña FS              | Coín (Málaga)                            | Andalucía          | udcoinfs.blogspot.com                                                           |
| Victoria Kent Alhaurín          | Alhaurín de la Torre (Málaga)            | Andalucía          |                                                                                 |
| Peligros FS                     | Peligros (Granada)                       | Andalucía          | www.peligrosfutbolsala.es Archivado el 2 de octubre de 2019 en Wayback Machine. |
| Mundoseguros Triana             | Sevilla                                  | Andalucía          |                                                                                 |
| CD Palo Pedregalejo             | El Palo Pedregalejo (Málaga)             | Andalucía          |                                                                                 |
| Real Betis FSN B                | Sevilla (Sevilla)                        | Andalucía          |                                                                                 |
| Sporting Constitución           | Melilla                                  | Melilla            |                                                                                 |
| Unión África Ceutí              | Ceuta                                    | Ceuta              |                                                                                 |
| Infantes FS                     | Villanueva de los Infantes (Ciudad Real) | Castilla-La Mancha |                                                                                 |
| Cerro Reyes FS                  | Badajoz (Extremadura)                    | Extremadura        |                                                                                 |
| CD Gador FS                     | Almería (Andalucía)                      | Andalucía          |                                                                                 |
| Xerez DFC Fútbol Sala           | Jerez de la frontera                     | Andalucía          | /http://www.xerezdeportivofc.com                                                |

## Grupo 6
En este grupo se encuentran los equipos de: Canarias (22), donde se jugará en dos subgrupos; Tenerife (12) y Las Palmas (10).
| Nombre del club          | Ciudad                                | Comunidad Autónoma | Enlace                                                                                     |
| ------------------------ | ------------------------------------- | ------------------ | ------------------------------------------------------------------------------------------ |
| Gomera FS                | San Sebastián de la Gomera (Tenerife) | Canarias           |                                                                                            |
| CD Salesianos            | La Orotava (Tenerife)                 | Canarias           |                                                                                            |
| Bohemios FS              | Santa Cruz de Tenerife                | Canarias           |                                                                                            |
| CFS Cruz de la Cebolla   | La Orotava (Tenerife)                 | Canarias           |                                                                                            |
| FS Las Vegas             | Granadilla de Abona (Tenerife)        | Canarias           |                                                                                            |
| Duggi FS                 | Santa Cruz de Tenerife                | Canarias           | http://www.aduggi.com/                                                                     |
| China-Igueste            | Santa Cruz de Tenerife (Tenerife)     | Canarias           |                                                                                            |
| Las Cuevecitas           | Candelaria (Tenerife)                 | Canarias           |                                                                                            |
| Famegonza                | San Cristóbal de la Laguna (Tenerife) | Canarias           | http://famegonzafs.blogspot.com/                                                           |
| CD Chinguaro             | Güímar (Tenerife)                     | Canarias           |                                                                                            |
| CFS Costa Sur            | El Fraile-Arona (Tenerife)            | Canarias           | http://cfscostasur.blogspot.com.es                                                         |
| Casa Juventud La Matanza | La Matanza de Acentejo (Tenerife)     | Canarias           | https://web.archive.org/web/20161002082246/http://fsmatanza.com/                           |
| Profiltek Agüimes FS     | Agüimes (Las Palmas)                  | Canarias           |                                                                                            |
| Malta 97 Las Palmas      | Las Palmas de Gran Canaria            | Canarias           | https://web.archive.org/web/20190804152216/http://www.malta97.es/                          |
| CD Isla Larga            | Gran Tarajal (Las Palmas)             | Canarias           |                                                                                            |
| Aguas de Teror           | San José del Álamo-Teror (Las Palmas) | Canarias           | http://aguasdeterorfutsal.jimdo.com/ Archivado el 11 de agosto de 2011 en Wayback Machine. |
| MTG Vecindario           | Vecindario (Las Palmas)               | Canarias           |                                                                                            |
| Arsenal VSB              | Santa Brígida (Las Palmas)            | Canarias           |                                                                                            |
| Servivend Tahiche        | Tahiche (Las Palmas)                  | Canarias           |                                                                                            |
| Futsal Costa Mogan       | Arguineguin (Las Palmas)              | Canarias           |                                                                                            |
| CFS Doctoral             | Las Palmas de Gran Canaria            | Canarias           |                                                                                            |
| Cruce de Arinaga FS      | Cruce de Arinaga-Agüimes              | Canarias           |                                                                                            |